# Баршунасти јавор
Баршунасти јавор (Acer velutinum) први је описао Буасе (Pierre Edmond Boissier, 1810–1885) угледни швајцарски ботаничар, истраживач и математичар објавивши опис у Diagnoses Plantarum Orientalium novarum. Lipsiae [Leipzig] ser. 1, 6: 28 (1846). Епитет врсте velutinum значи баршунасто. Због дела природног ареала зову га и персијски јавор. Персијски назив је пелт (پلت).

## Опис врсте
Листопадно лишћарско дрво висине 12–24 m, а у природним састојинама и до 40 m премашујући прсни пречник од 150 cm. Кора је сива, глатка; гранчице голе, љубичастоцрвенкасте до смеђе; пупољци издуженојајасти са неколико или више пари сивих до смеђих љуспи које се преклапају и које су по ободу трепавичасто длакаве или не.
Листови су наспрамни, прости, петорежњевити, пречника 15-20 (25) cm, срцасте основе, грубо назубљеног обода, зелени адаксијално, светлији и длакави (обично дуж нерава) или голи абаксијално; дршке црвенкасте дуге 10–25 cm (лист сличан Acer pseudoplantanus само већи и са дужим петељкама). Режњеви јајасти или издужено јајасти, са урезима до половине, бочни режњеви издужени, доњи мали; врхови заобљени до заоштрени.
Жутозелени цветови у терминалним, усправним (код Acer pseudoplantanus висећим), многоцветним, јајастим метлицама 8–12 cm дугим, после листања у мају-јуну. Цветови петочлани.
Плод двојна крилата орашица 4–5 cm дуга, леђна линија крила међусобно под правим углом у висећим скупинама. Орашице длакаве, део око семена јајаст. Плодоношење у октобру.

## Ареал
Од природе се јавља у северном Ирану, Азербејџану, Грузији, Јерменији, Русији и Турској  у мешовитим шумама од нивоа мора до 600 m са Acer cappadocicum, Quercus macranthera, Tilia dasystyla subsp. caucasica и Parrotia persica У планинском масиву Алборз широко је распрострањен од 200-2.000 m.н.в.

## Биоеколошке карактеристике
Најбоље расте у влажном земљишту изложен сунцу или у благој сенци. Брзорастећа је врста.

## Примена
Значајан је извор дрвета и фурнира, има вредност у озелењавању, заштити водених сливова и биодиверзитета као храна и склониште за дивље животиње. На југу Руске федерације користи се за дрвореде у градовима и дуж путева. Главни атрибут за примену баршунастог јавора као украсне врсте није јесењи колорит, што је одлика већине јавора, јер је боја листова пред опадање прљаво смеђа, или, у  најбољем случају нагорела наранџаста. Декоративност ове врсте је у сразмерном и снажном општем изгледу и виталнозеленој боји листова током лета . Брзи раст усмерио је пажњу у шумарству на ову врсту као једну од кључних за пошумљавање голети и деградираних земљишта у северном Ирану. Око 8% дрвних сортимената из овог подручја обезбеђује баршунасти јавор, односно 2% укупне иранске потражње.

## Размножавање

### Генеративно размножавање
Код размножавања семеном главне потешкоће су брз губитак клијавости и дормантност семена при складиштењу семена на температури 5-17 °C. Са друге стране чувањем на нижим температурама од ових превазилази се дормантност свежесакупљеног семена. Одстрањивањем котиледона одмах по сакупљању плодова постиже се брже клијање осе ембриона, што указује на инхибиторну улогу котиледона. ABA третман на свежесакупљено семе утиче тако да снижава клијавост, док примењена на семе чувано на 5-17 °C различито време прво снижава интензитет дормантности, а онда је потпуно уклања. 
Пинфилд и сарадници сматрају да баршунасти јавор има двоструку дормантност: непропусну семењачу и физиолошку дормантност
Примећено је да интензитет дормантности зависи од надморске висине на којој су популације из којих је сакупљено семе. Тако семе чија је провенијенција 600–900 m клија после 8 недеља на 4 °C и 70% релативне влаге, док је семену ван овог подручја потребно 16 недеља стратификације да би клијало.

### Вегетативно размножавање
Резнице узете крајем децембра и крајем марта третиране са IBA у концентрацији од 5000 ppm и побадане у стакленику ожиљују се 76%
Може да се калеми бочним спајањем током јануара-марта на подлоге A. pseudoplatanus у посуди или голе.

## Хибриди и унутарврсни таксони
Компатибилност са A. pseudoplatanus је добра па могу да се хибридизују.
Прелиминарно је издвојено три ботаничка варијетета var. velutinum (са листовима), var. glabrescens (са голим листовима) и var. vanvolxemii (са листовима већим од 20 cm плавозеленог наличја и маљавих нерава).